# Biblioteca Malatestiana
Biblioteca Malatestiana – biblioteka założona w 1452 roku we włoskim mieście Cesenie przez Dominica Malatesta Novello. Zachowała się do współczesnych czasów w niezmienionym stanie. W budynku działa również założona w 1804 roku Biblioteca Malatestiana pełniąca funkcję biblioteki publicznej.

## Historia
Biblioteka powstała w 1452 roku. Była to pierwsza biblioteka nowożytna udostępniona dla publiczności. Dominico Malatesta Novello zbudował bibliotekę na terenie klasztoru franciszkańskiego, ale nadzór nad nią przekazał władzom miejskim. Gmina nadzorowała bibliotekę, nie zgadzała się na wypożyczanie cennych kodeksów. Podczas wojen napoleońskich kodeksy zostały zamurowane. Zapobiegło to konfiskacie. Na swoje miejsce wróciły w 1804 roku. W latach 1839–1886 po kasacji zakonu w budynku utworzono szkołę. Od 1807 roku mieści się w nim biblioteka publiczna.
W roku 2005 obiekt wpisano na listę UNESCO Pamięć Świata.

## Budynek
Sala XV-wiecznej biblioteki mieści się na pierwszym piętrze budynku zajmowanego obecnie przez bibliotekę publiczną. Wchodzimy przez portal ozdobiony tympanonem z wizerunkiem słonia i napisem Elephas indus culices non timet (Słoń indyjski nie boi się komarów). Nad ozdobnymi drewnianymi drzwiami wykuto inny napis Malatesta Novellus Pandulphi filius Malatesta nepos dedit. Pomieszczenie ma kształt prostokąta. Zostało podzielone kolumnami na trzy nawy. Umieszczono w nim dwa rzędy drewnianych ław, po 29 po każdej stronie. Kodeksy zostały przymocowane do nich łańcuchami.

## Zbiory
W 2004 roku biblioteka posiadała 404 000 woluminów, w tym 287 inkunabułów, 3200 druków pochodzących z XVI wieku oraz zbiór kodeksów. Kodeksy znajdują się w zachowanym w oryginalnym stanie budynku z XV wieku. Malatesta zamówił lub kupił do biblioteki około 150 kodeksów. Kolekcja została poszerzona o zbiory Giovanniego di Marco, będącego lekarzem Malatesty. Czternaście greckich kodeksów Malatesta kupił prawdopodobnie w Konstantynopolu, siedem w języku hebrajskim i inne zostały podarowane. W następnych stuleciach zbiór uzupełniono o kilka kodeksów. Obecnie liczy on 343 rękopisy.